# 関屋悌蔵
関屋 悌蔵（關屋 悌藏、せきや ていぞう、1896年（明治29年）3月2日 - 1978年（昭和53年）9月6日）は、南満州鉄道社員、満州国官僚。

## 経歴
長野県で関屋生三の五男として生まれる。東京府立一中、第一高等学校を経て、1921年に東京帝国大学法学部独法科を卒業。南満州鉄道に入社し、経理部・社長室で勤務。1927年から欧米に留学し、帰国後は計画部勤務、遼陽地方事務所長、安東地方事務所長、奉天地方事務所長などを務めた。1937年に満州国に入り、新京特別市副市長、1941年から満州国駐華大使館参事官を経て、1943年6月19日に満州国国務院民生部次長に就任。組織改編に伴い、1945年3月12日から満州国崩壊まで同国務院厚生部次長を務めた。
1959年6月の第5回参議院議員通常選挙に全国区から自由民主党公認で立候補したが落選した。
1978年9月6日、急性心不全のため東京都港区の吉川橋病院にて死去。82歳。告別式は同月8日、カトリック田園都市教会で行われた。

## その他
宗教は禅宗、趣味は郊外散歩、打球、乗馬。

### 親族
出典：
- 妻：捷子：山形県出身の陸軍少将・岩井勘六の次女。大江高等女学校（熊本県）卒業（1906年10月生）
- 長女：英子（1929年1月生）
- 長男：公輔（1932年3月生）
- 次男：東輔（1934年12月生）